# Carl Passavant
Carl Passavant (Bazel, 14 mei 1854 - Honolulu, 22 september 1887) was een Zwitsers arts, ontdekkingsreiziger en fotograaf.

## Biografie
Carl Passavant was een zoon van Emanuel Passavant, die handelaar was, en van Adelheid Bachofen. Hij was een neef van Johann Jakob Bachofen. Van 1871 tot 1873 studeerde hij natuurwetenschappen aan de Universiteit van Bazel. Vervolgens studeerde hij van 1873 tot 1874 architectuur aan de Federale Polytechnische Hogeschool van Zürich. Nadien studeerde hij van 1874 tot 1881 geneeskunde in Bazel en Tübingen. Ten slotte volgde hij van 1881 tot 1882 een opleiding tot ontdekkingsreiziger in Berlijn.
Van 1883 tot 1885 maakte Passavant twee wetenschappelijke expedities in Duits-Kameroen. In 1886 volgde een expeditie in de Kaukasus. In 1887 reisde hij naar Honolulu om er zich voor zijn longziekte te laten behandelen. Hij zou er sterven.
In 1883 schreef hij zijn proefschrift, dat was gebaseerd op zijn ervaringen van tijdens zijn eerste expeditie in Kameroen. In 1884 werd dit proefschrift gepubliceerd onder de titel Craniologische Untersuchung der Neger und der Negervölker. Zijn rijke fotocollectie geeft een beeld van het prekoloniale Centraal- en West-Afrika.

## Werken
- (de)  Craniologische Untersuchung der Neger und der Negervölker, 1884.